# Latvijas Televīzija
Pour les articles homonymes, voir LTV.
Latvijas Televīzija (en abrégé LTV) est le nom de la compagnie nationale de télévision de Lettonie. Cette entreprise de service public gère deux chaînes de télévision généralistes diffusant sur le territoire national : LTV1 et LTV7.

## Histoire
Les premières émissions de la télévision nationale lettone débutent le 6 novembre 1954 avec la chaîne Rīgas televīzijas centra qui dépend de la Télévision centrale d'URSS. C'est la première chaîne de télévision créée dans les pays baltes.
Latvijas Televīzija devient la compagnie nationale de télévision publique de la République de Lettonie à la suite de la seconde indépendance du pays le 21 août 1991.
En 1993, Latvijas Televīzija devient membre de l'union européenne de radio-télévision (UER) après que l'organisation internationale de radiodiffusion et de télévision (OIRT), dont elle était membre, fusionne avec l'UER. Participant au concours eurovision de la chanson pour la première fois en 2000, le pays remporte la victoire deux ans plus tard. Comme le veut la tradition, c'est donc la LTV qui se charge d'organiser l'édition 2003 du concours depuis le Skonto Hall de Rīga.
En janvier 2024, le parlement letton annonce la fusion de Latvijas Televīzija avec Latvijas Radio pour former une nouvelle entité nommée Latvijas Sabiedriskais medijs.

## Activités
Latvijas Televīzija opère deux chaînes de télévision généralistes :
- LTV1 est une chaîne de télévision généraliste diffusant ses programmes exclusivement en langue lettonne. Parmi les programmes les plus populaires, notons ainsi l’émission matinale Labrīt, Latvija !  (Bonjour Lettonie !) incluant flashs d’informations et rubriques thématiques ou le programme de début de soirée Panorāma qui offre un décryptage de l’actualité nationale et internationale.

- LTV7 est le nouveau nom de la chaîne de télévision LTV2. Diffusant ses programmes tant en langue lettone qu’en russe, elle se destine en premier lieu aux jeunes adultes. Ainsi, la grille des programmes inclut  de nombreuses émissions sportives (Sporta pārraide) ainsi que des séries et films américains ou européens.  LTV7 a également couvert les jeux olympiques de Pékin et diffuse ponctuellement des matchs de football de la FIFA.

LTV1 et LTV7 sont  toutes  deux diffusées par le satellite Sirius dans le cadre du bouquet satellite Viasat. Cryptées en videoguard, elles ne peuvent être reçues qu'en Scandinavie et dans les Pays baltes.

## Organisation

### Dirigeants
Président
- Ivars Belte

### Capital
Latvijas Televīzija est une entreprise de service public financée à hauteur de 60 % par le gouvernement letton.

### Siège
Le siège social de Latvijas Televīzija est situé krastmala 3 à Rīga, dans un immeuble de bureaux de 22 étages de 89 mètres de haut construit de 1979 à 1986 sur l'île de Zaķusala par les architectes Purviņš A., B. et V. Kadirkovs Maike. Il a été construit en même temps que la tour TV et Radio de Riga située sur la même île. Le complexe de bâtiments se compose de 6 studios, dont deux sont de petits studios de narrateur, un studio pour l'information et d'une salle de concert, qui peuvent également être utilisés pour des conférences ou des spectacles, et une partie avec divers ateliers de montage vidéo, de lecture et d'équipement de transmission, de salles de répétition, des vestiaires, des salles de maquillage.

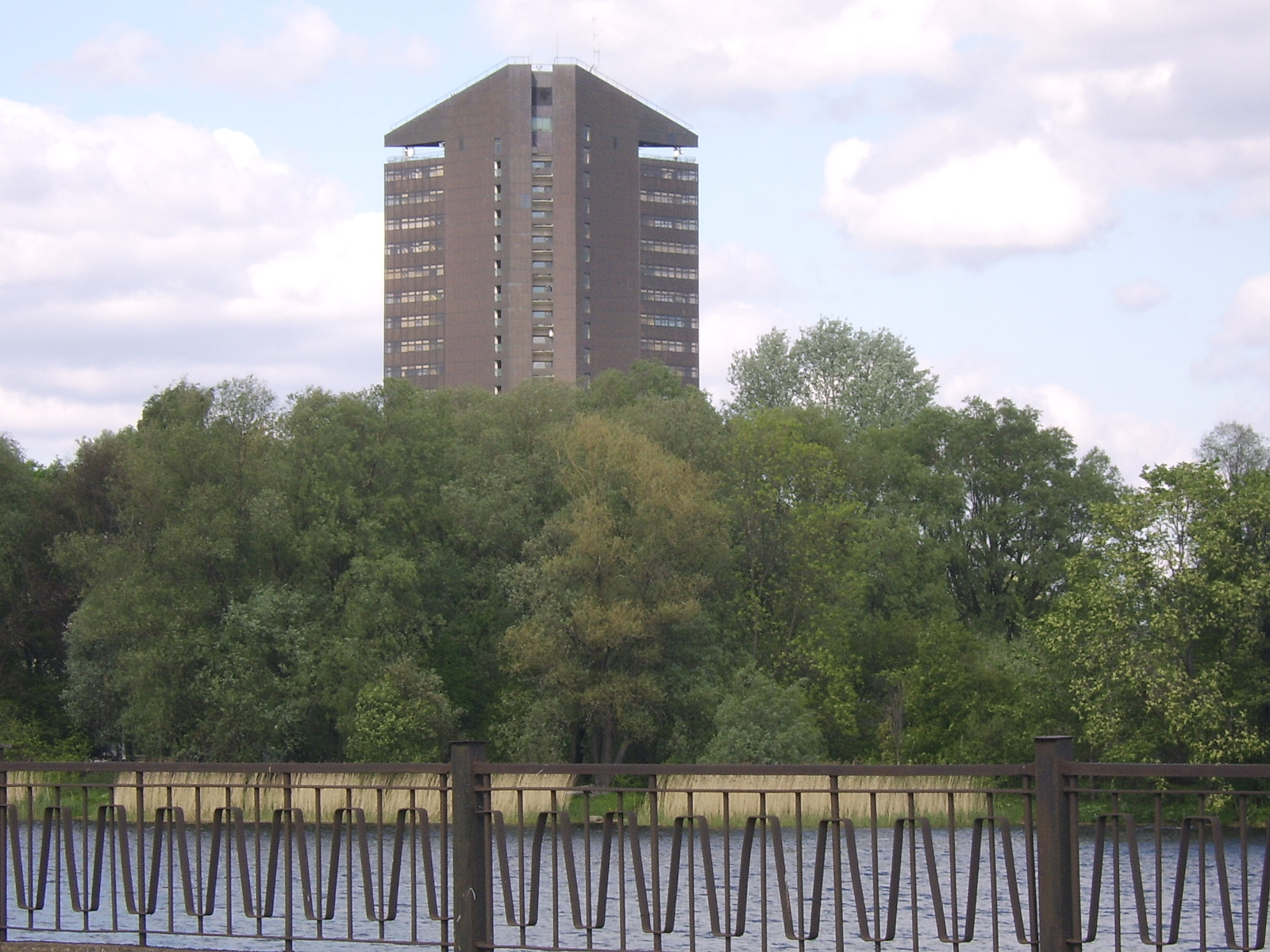
Arrière de la tour de Latvijas Televīzija.

## Identité visuelle

### Logos

Logo de Latvijas Televīzija du 21 août 1991 à 1996.
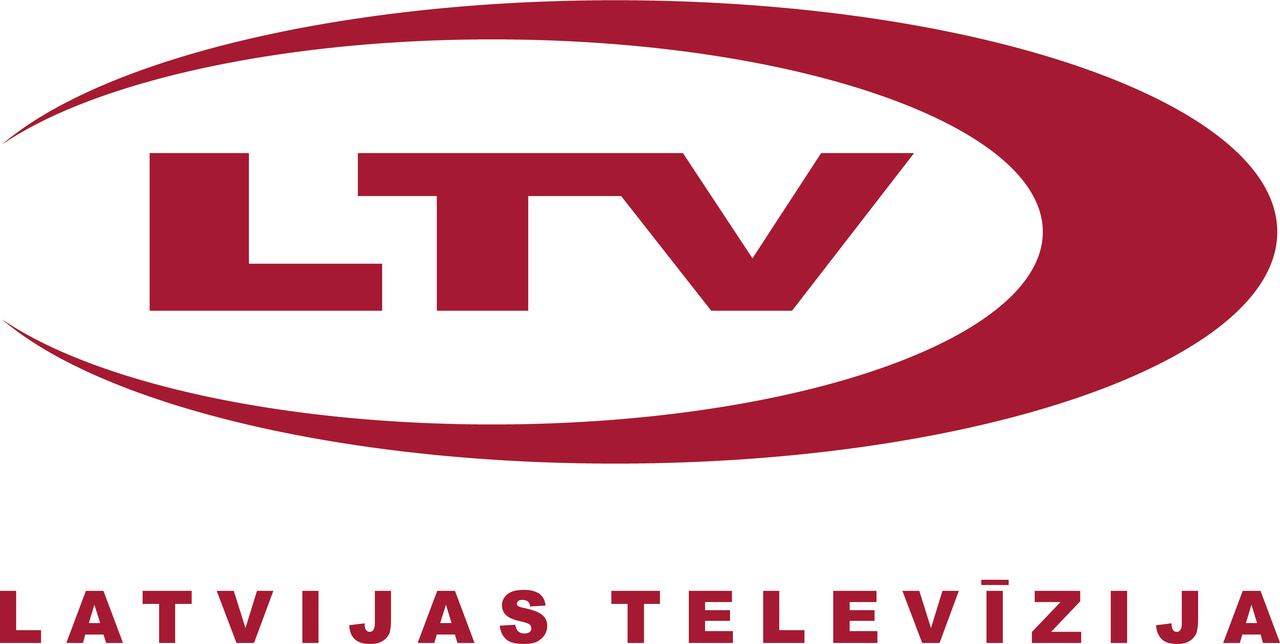
Logo de Latvijas Televīzija depuis 2006.

### Slogan
- "Skaties tālāk" ("Regardez au-delà")